# Tango (revistă)
Tango este o revistă lunară pentru femei din România, apărută în mai 2005, ca parte a Trustului Media Intact.
La sfârșitul anului 2006, colaborarea dintre Intact, și Alice Năstase - directoarea revistei - a luat sfârșit.
Ulterior, marca „Tango” a fost disputată în instanță de Alice Năstase și trustul Intact.
În iunie 2010, revista a fost cumpărată de trustul de presă Adevărul Holding.